# Pedro Cordero Sánchez
Pedro Cordero Sánchez (Cartagena, 19 d'agost de 1968) és un exfutbolista murcià, que jugava com a migcampista. Va ser internacional espanyol sub-21.

## Trajectòria
Va sorgir del planter del Cartagena FC, tot debutant amb 17 anys amb el primer equip, que militava a la Segona B. El 1986 s'incorpora al Real Múrcia, amb qui debuta a la màxima categoria la temporada 87/88, jugant 28 partits i marcant 2 gols. A la següent, els murcians van baixar a Segona, mentre Cordero jugava 15 partits.
Després de passar pel Salamanca i el Cartagena, la temporada 92/93 retorna a Primera a les files de l'Albacete Balompié. Va romandre tres temporades amb els manxecs, tot i que no va ser titular indiscutible, cap ressaltar els 25 partits de la temporada 93/94. L'estiu de 1995 fitxa pel CD Badajoz, i dos anys després pel CD Toledo, on va quallar una bona campanya 97/98 amb 34 partits i 3 gols.
Al no comptar en el conjunt toledà, el 1999 marxa al CE Castelló, de la Segona B. A partir d'ací, la carrera de Cordero va anar per conjunts de Segona B i la Tercera murciana, com el CP Cacereño, el Ciudad de Murcia, el Cartagonova CF i l'Abarán.
Fora dels terrenys de joc, Cordero ha seguit vinculat al món del futbol com a Director Esportiu del Torrevella, directiu al CD La Unión i com a codirector d'una escola de futbol a Cartagena.